# Ԕ
Ԕ, ԕ (лигатура ЛХ; в Юникоде называется лха) — буква расширенной кириллицы, использовавшаяся в мокшанском языке.

## Использование
Была впервые использована в мокшанском букваре З. Ф. Дорофеева, в 1924 году была введена в официальный мокшанский алфавит, но уже в 1927 году упразднена и заменена на диграф лх (а её палатализованный вариант ԕь — на льх). Этот вариант алфавита в практически неизменном виде используется и сейчас. 
В проекте латиницы 1932 года вместо ԕ использовался диграф lh, однако развития этот алфавит не получил. Буква обозначала глухой латеральный звук [l̥].